# Delminichthys adspersus
Delminichthys adspersus es una especie de peces de la familia de los Cyprinidae en el orden de los Cypriniformes.

## Morfología
Los machos pueden llegar alcanzar los 10 cm de longitud total.

## Hábitat
Es un pez de agua dulce.

## Distribución geográfica
Se encuentra en Eslovenia, Croacia, Bosnia y Herzegovina, Serbia, Montenegro y Albania.